# François Cauche
François Cauche (nascido em Rouen, 1606) foi um explorador francês. Partiu de Dieppe em 15 de janeiro de 1638 com a missão de fundar um povoado na Île-de-France (hoje Maurício) e ir ao Mar Vermelho. Ele é bastante conhecido por ter explorado a costa leste de Madagascar, percorreu a pé do sul para o norte, e depois no sentido inverso, antes de estabelecer a colônia de Fort-Dauphin.